# Pico do Enforcado
O Pico do Enforcado é uma elevação portuguesa localizada no concelho de Ponta Delgada, ilha de São Miguel, arquipélago dos Açores.
Este acidente geológico tem o seu ponto mais elevado a 341 metros de altitude acima do nível do mar. Nas imediações desta formação encontra-se o Pico da Pintona.